# Bas-en-Basset
Bas-en-Basset je francouzská obec v departementu Haute-Loire v regionu Auvergne. V roce 2009 zde žilo 4 020 obyvatel. Je centrem kantonu Bas-en-Basset.